# RTI-171
RTI-171是一种有机化合物，化学式C19H24N2O，化学名：(–)-2β-(3-甲基异恶唑-5-基)-3β-(对甲苯基)莨菪烷（英語：(–)-2β-(3-Methylisoxazol-5-yl)-3β-(p-tolyl)tropane），开发代号：RTI-4229-171，可作为多巴胺再攝取抑制劑，已用于动物实验。